# Jack Reed
John Francis "Jack" Reed, född 12 november 1949 i Cranston i Rhode Island, är en amerikansk demokratisk politiker. Han är ledamot av USA:s senat från delstaten Rhode Island sedan 1997.
Reed avlade 1971 grundexamen vid United States Military Academy i West Point och tjänstgjorde därefter i USA:s armé. Han lämnade armén 1979 för att studera juridik vid Harvard Law School. Han avlade 1982 juristexamen där. Han invaldes 1984 i delstatens senat i Rhode Island och omvaldes sedan två gånger. Han var ledamot av USA:s representanthus 1991-1997.
Han är katolik. Han gifte sig 16 april 2005 med Julia Hart i United States Military Academys katolska kapell i West Point, New York.